# CCTV-2
Программа «Финансы» Центрального телевидения Китая (кит. 中国中央电视台财经频道, CCTV-2 财经) — китайский телеканал, канал Центрального телевидения Китая. В настоящее время посвящён финансам.

## История
До 24 августа 2009 года был посвящён экономике и стилю жизни, также показывал призванные передачи по теме общественных служб.)
Тогда по состоянию на конец 2000-х годов, передачи канала можно было поделить на 5 основных тем:
- Экономические новости (например, Global Information Billboard)
- Финансовые передачи (например, China Financial News Report и Chinese Stock Market)
- Тележурналы о тех или иные событиях в области экономики или о заметных людях (например, Dialogue, Economy and Regulation и Fortune Story)
- Передачи, призванные помочь покупателям (например, Life и At Your Services)
- Развлекательные программы (игровые телепередачи, викторины), которые помогали поддерживать рейтинг телеканала[3].

60 процентов эфирного времени было посвящено экономике, 20 — фондовому рынку и финансовым новостям.
В сентябре 2009 года канал был переименован в «CCTV-Финансы и Экономика» и стал показывать исключительно финансовые и экономические передачи. Три очень популярные развлекательные программы — Special 6+1, Yong’s Happy Club, Quiz Show — были перенесены на CCTV-3 ещё 27 июля.